# Poljud
Poljud je predio grada Splita. Ime je dobio po latinskoj riječi paludes (močvare). Dio je gradskog kotara Spinut.
Na Poljudu su smješteni Gradski stadion "Poljud", na kojem igraju nogometaši Hajduka, veslački klub Mornar te kompleks plivališta.
Oko 100 m sjeverozapadno od stadiona se nalazi franjevačka crkva sa samostanom Sv. Ante. Na dan 13. lipnja svake godine slavi se velika sveta misa na čast Sv. Anti, s molitvom i zagovorom za zdravlje djece. 